# Verwirkung (Schweiz)
In der Schweiz bezeichnet Verwirkung den Untergang eines Rechts aufgrund des Ablaufs einer „Verwirkungsfrist“ (die analogen Fristen heißen in Deutschland Ausschlussfristen).
Eine Verwirkungsfrist kann weder unterbrochen noch (von ganz seltenen Ausnahmen abgesehen) gehemmt werden. Gewisse Verwirkungsfristen können indessen wiederhergestellt werden.
Aus dem Gesetzestext ist nicht unbedingt ersichtlich, ob es sich bei einer bestimmten Frist um eine Verwirkungs- oder um eine Verjährungsfrist handelt. Vielmehr muss der Sinn des Gesetzes durch Auslegung ermittelt werden. Als Faustregel kann, insbesondere im Privatrecht, gelten, dass Forderungen verjähren, alle anderen Rechte aber verwirken.
Verwirkungsfristen gelten als „Anwaltsfalle“, da auch für erfahrene Anwälte die Gefahr besteht, eine solche Frist zu übersehen. Dies kann dazu führen, dass der Anwalt schadenersatzpflichtig wird.